# Richard Francis Burton
Sir Richard Francis Burton, KCMG FRGS (19. března 1821 – 20. října 1890) byl britský objevitel, překladatel, spisovatel, voják, orientalista, etnolog, špion, lingvista, básník, šermíř a diplomat. Je znám pro své objevné cesty po Asii a Africe a pro svou mimořádnou znalost jazyků a kultur (údajně hovořil až 29 evropskými, asijskými a africkými jazyky).
Mezi Burtonovy největší počiny patří cestování v přestrojení do Mekky, kompletní překlad Tisíce a jedné noci do angličtiny, vydání Kámasútry v angličtině či cestování Afrikou (společně s Johnem Hanningem Spekem byli první Evropané, kteří se za doprovodu svého průvodce Sidi Mubaraka Bombaye vypravili po zdejších obchodních stezkách k velkým africkým jezerům a k pramenům Nilu). Ve svých dopisech a knihách Burton značně kritizoval koloniální politiku (na úkor své kariéry). Byl plodným a erudovaným autorem a sepsal řadu knih a odborných článků na témata jako je lidské chování, cestování, sokolnictví, šermířství, sexuální praktiky a etnografie. Jedinečnou vlastností jeho knih jsou hojné poznámky pod čarou a dodatky, založené na osobním pozorování a zkušenostech.
Burton byl kapitánem armády Východoindické společnosti sloužící v Indii (a později krátce během krymské války). Po své vojenské kariéře se angažoval v Královské geografické společnosti a její expedici po východním pobřeží Afriky, vedené místními domorodci a stal se prvním bělochem, který spatřil jezero Tanganika. Později působil jako britský konzul ve městech Fernando Po, Santos, Damašku a nakonec v Terstu. Byl členem Královské geografické společnosti a roku 1886 byl povýšen do rytířského stavu (KCMG).